# Gelders Arcadië
Gelders Arcadië is een verzamelnaam voor een landgoederenzone en een samenwerkingsverband langs de Veluwezoom dat de Gelderse gemeenten Arnhem, Renkum, Rheden, Rozendaal en Wageningen omvat. Als historisch begrip is de benaming opgenomen in de Canon van Gelderland. Binnen dat gebied bevinden zich ongeveer honderd landgoederen en buitenplaatsen.  
Met de introductie van het buskruit en artillerie hadden kastelen langs de Veluwezoom hun militaire betekenis verloren. Ze werden in de 17e eeuw vaak omgebouwd tot lusthoven en buitenplaatsen waarin veeleer het wooncomfort werd nagestreefd. Daarnaast werden door welgestelde particulieren tevens nieuwe buitenplaatsen gesticht via ontginning van woeste gronden of op voormalige kloostergoederen.

## Landgoederen
- Angerenstein
- Avegoor
- Belmonte
- Kasteel Biljoen
- Bronbeek
- Duno
- Gulden Bodem
- Hartenstein

- Heuven
- Klingelbeek
- Lichtenbeek
- Mariënborg
- Menthenberg
- Kasteel Middachten
- Rhederhof

- Kasteel Rosendael
- Landgoed Rosorum
- Huis Sonsbeek
- De Sterrenberg
- Landgoed Vrijland
- Warnsborn
- Huis Zypendaal